# After Midnight (Nat King Cole)
After Midnight è un album in studio del musicista statunitense Nat King Cole, pubblicato nel 1957.

## Tracce
Lato A
1. Just You, Just Me – 3:00 (Greer, Klages)
2. Sweet Lorraine – 4:33 (Burwell, Parish)
3. Sometimes I'm Happy – 4:33 (Caesar, Youmans)
4. Caravan – 2:45 (Ellington, Mills, Tizol)
5. It's Only a Paper Moon – 3:06 (Arlen, Harburg, Rose)
6. You're Looking at Me – 4:62 (Troup)

Lato B
1. Lonely One – 3:45 (Hambro, Heller)
2. Don't Let It Go to Your Head – 3:22 (Hadamik, LaVere, Nast)
3. I Know That You Know – 2:28 (Caldwell, Youmans)
4. Blame It on My Youth – 4:06 (Levant, Heyman)
5. When I Grow Too Old to Dream – 4:33 (Hammerstein, Romberg)
6. (Get Your Kicks on) Route 66 – 3:46 (Troup)